# Corbara (Italie)
Pour les articles homonymes, voir Corbara.
Corbara est une commune de la province de Salerne, dans la région Campanie, en Italie.

## Géographie

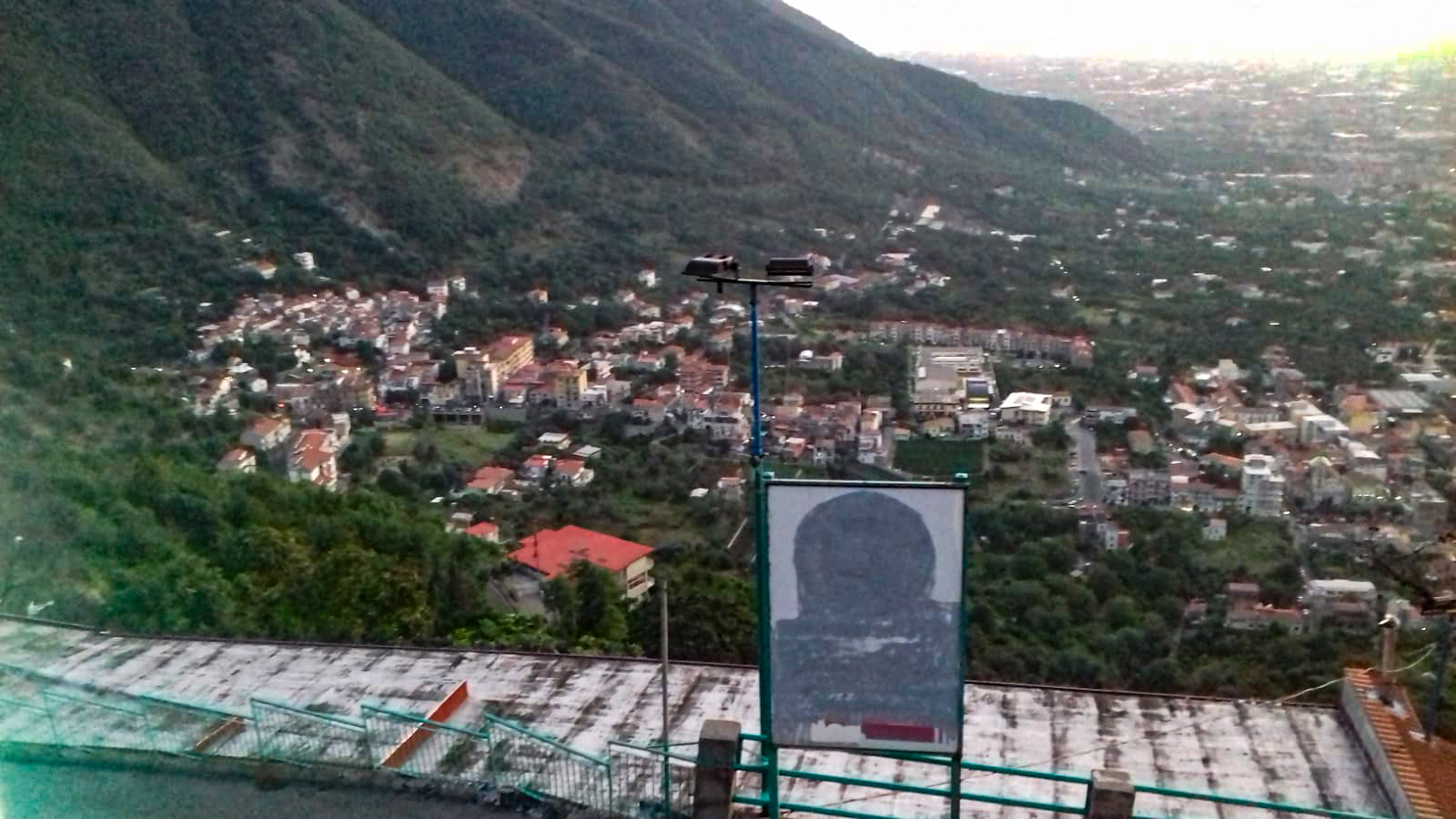

Située sur les hauteurs des monts Lattari, elle se situe sur le col de Chiunzi, qui relie la vallée en contrebas à la côte amalfitaine.

## Histoire
Il faisait partie de l'ancienne ville romaine de Nuceria Alfaterna et fut par la suite un village sous le contrôle de la municipalité voisine de Sant'Egidio del Monte Albino jusqu'à la fin du XVIe siècle, lorsqu'il devint une municipalité sous Nocera dei Pagani jusqu'en 1806, date à laquelle elle devint une municipalité indépendante.

## Administration
| Période                                  | Période | Identité | Étiquette | Qualité |
| ---------------------------------------- | ------- | -------- | --------- | ------- |
|                                          |         |          |           |         |
| Les données manquantes sont à compléter. |         |          |           |         |

### Communes limitrophes
Angri, Lettere, Sant'Egidio del Monte Albino, Tramonti.